# Ema (película)
Ema es una película chilena de 2019, del director chileno Pablo Larraín, con un guion escrito por él mismo, junto a  Guillermo Calderón y Alejandro Moreno. Es la primera película del director desde sus premiadas Jackie y Neruda en 2016 y, según había adelantado el portal especializado IndieWire, rodada íntegramente en Chile. Está protagonizada por Mariana di Girolamo y Gael García Bernal (quien por tercera vez se une al director), junto a los chilenos Paula Luchsinger, Santiago Cabrera y Paola Giannini, entre otros. Su estreno mundial tuvo lugar en el Festival Internacional de Cine de Venecia, donde fue seleccionada para competir por el León de Oro 2019, premio principal de la Mostra. Inmediatamente después será presentada fuera de competencia en Toronto, en el TIFF 2019, en lo que constituirá su estreno en Norteamérica. Después de estar en Norteamérica llegará otra vez a Europa, España y Londres son los próximos destinos de la película.

## Argumento
Un doloroso proceso de adopción visto desde el punto de vista de los padres cuestiona la idea que se tiene sobre la familia como tal.
Desarrollada en el Valparaíso actual, en un ambiente donde los protagonistas son personas ligadas al mundo de la danza. En ese entorno es que Ema intenta reconstruir su vida después de que un terrible suceso ha logrado desestabilizar su familia y su matrimonio.

## Reparto
- Mariana di Girolamo como Ema.
- Gael García Bernal como Gastón.
- Santiago Cabrera como Aníbal.
- Paula Luchsinger como María.
- Paola Giannini como Raquel.
- Catalina Saavedra como Marcela.
- Amparo Noguera como la directora de colegio.
- Giannina Fruttero
- Eduardo Paxeco
- Mariana Loyola
- Antonia Giesen
- Josefina Fiebelkorn
- Paula Hofmann
- Susana Hidalgo
- Claudio Arredondo
- Diego Muñoz
- Emilio Edwards
- Claudia Cabezas
- Paula Zúñiga
- Trinidad González
- Cristian Suarez como Polo, hijo adoptivo de Ema y Gastón.

## Crítica especializada
En el sitio de recopilaciones críticas Rotten Tomatoes, Ema tiene una valoración positiva que alcanza al 91%, basada en 69 reseñas, con un puntaje de 7,38/10, y un consenso crítico que resume: "Hermosamente filmada y poderosamente actuada, Ema le otorga un giro completamente distintivo a su historia de trauma emocional y autodescubrimiento". En Metacritic mantiene un puntaje de 72 sobre 100, basado en 12 críticas, indicando "críticas generalmente favorables".

## Premios
65.ª edición de los Premios Sant Jordi
| Categoría                           | Candidato           | Resultado |
| ----------------------------------- | ------------------- | --------- |
| Mejor actriz en película extranjera | Mariana di Girolamo | Ganadora  |